# Courçon
Courçon est une commune du Sud-Ouest de la France, située dans le département de la Charente-Maritime (région Nouvelle-Aquitaine).
Ses habitants sont appelés les Courçonnais.

## Géographie
Courçon se situe au nord du département de la Charente-Maritime.
À 40km de La Rochelle, Courçon se situe au cœur de la plaine de l'Aunis.

### Communes limitrophes
|                    | La Ronde |                     |
| Saint-Cyr-du-Doret | Courçon  | La Grève-sur-Mignon |
| Ferrières          | Benon    |                     |

### Hydrographie
Le Son prend sa source au fond de l'impasse de la Fontaine, au Nord du bourg. Il est constitué en partie par les eaux de pluie du village quand la météo est pluvieuse.

## Urbanisme

### Typologie
Au 1er janvier 2024, Courçon est catégorisée bourg rural, selon la nouvelle grille communale de densité à 7 niveaux définie par l'Insee en 2022.
Elle est située hors unité urbaine. Par ailleurs la commune fait partie de l'aire d'attraction de La Rochelle, dont elle est une commune de la couronne,. Cette aire, qui regroupe 72 communes, est catégorisée dans les aires de 200 000 à moins de 700 000 habitants,.

### Occupation des sols[7]
L'occupation des sols de la commune, telle qu'elle ressort de la base de données européenne d’occupation biophysique des sols Corine Land Cover (CLC), est marquée par l'importance des territoires agricoles (90,9 % en 2018), en diminution par rapport à 1990 (92,7 %). La répartition détaillée en 2018 est la suivante :
terres arables (80,1 %), zones agricoles hétérogènes (10,4 %), zones urbanisées (5,4 %), forêts (3,7 %), prairies (0,3 %). L'évolution de l’occupation des sols de la commune et de ses infrastructures peut être observée sur les différentes représentations cartographiques du territoire : la carte de Cassini (XVIIIe siècle), la carte d'état-major (1820-1866) et les cartes ou photos aériennes de l'IGN pour la période actuelle (1950 à aujourd'hui).

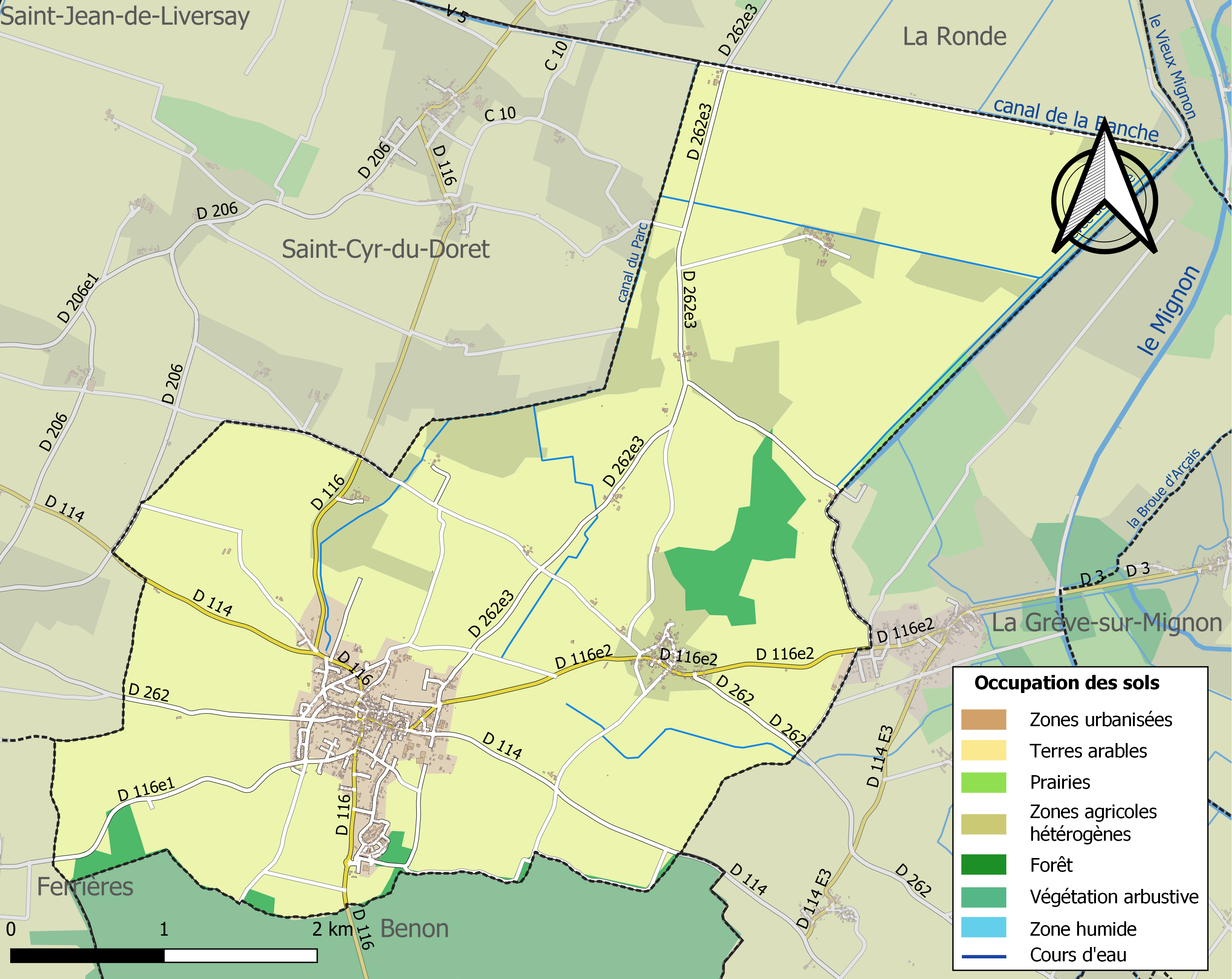
Carte des infrastructures et de l'occupation des sols de la commune en 2018 (CLC).

### Risques majeurs
Le territoire de la commune de Courçon est vulnérable à différents aléas naturels : météorologiques (tempête, orage, neige, grand froid, canicule ou sécheresse), inondations, mouvements de terrains et des risques mineurs de séisme comme lors du  séisme du 16 juin 2023
, de magnitude 4.9 , l'épicentre du séisme étant à La Laigne. Il est également exposé à un risque technologique, le transport de matières dangereuses. Un site publié par le BRGM permet d'évaluer simplement et rapidement les risques d'un bien localisé soit par son adresse soit par le numéro de sa parcelle.

#### Risques naturels
Certaines parties du territoire communal sont susceptibles d’être affectées par le risque d’inondation par débordement de cours d'eau. La commune a été reconnue en état de catastrophe naturelle au titre des dommages causés par les inondations et coulées de boue survenues en 1982, 1999 et 2010,.

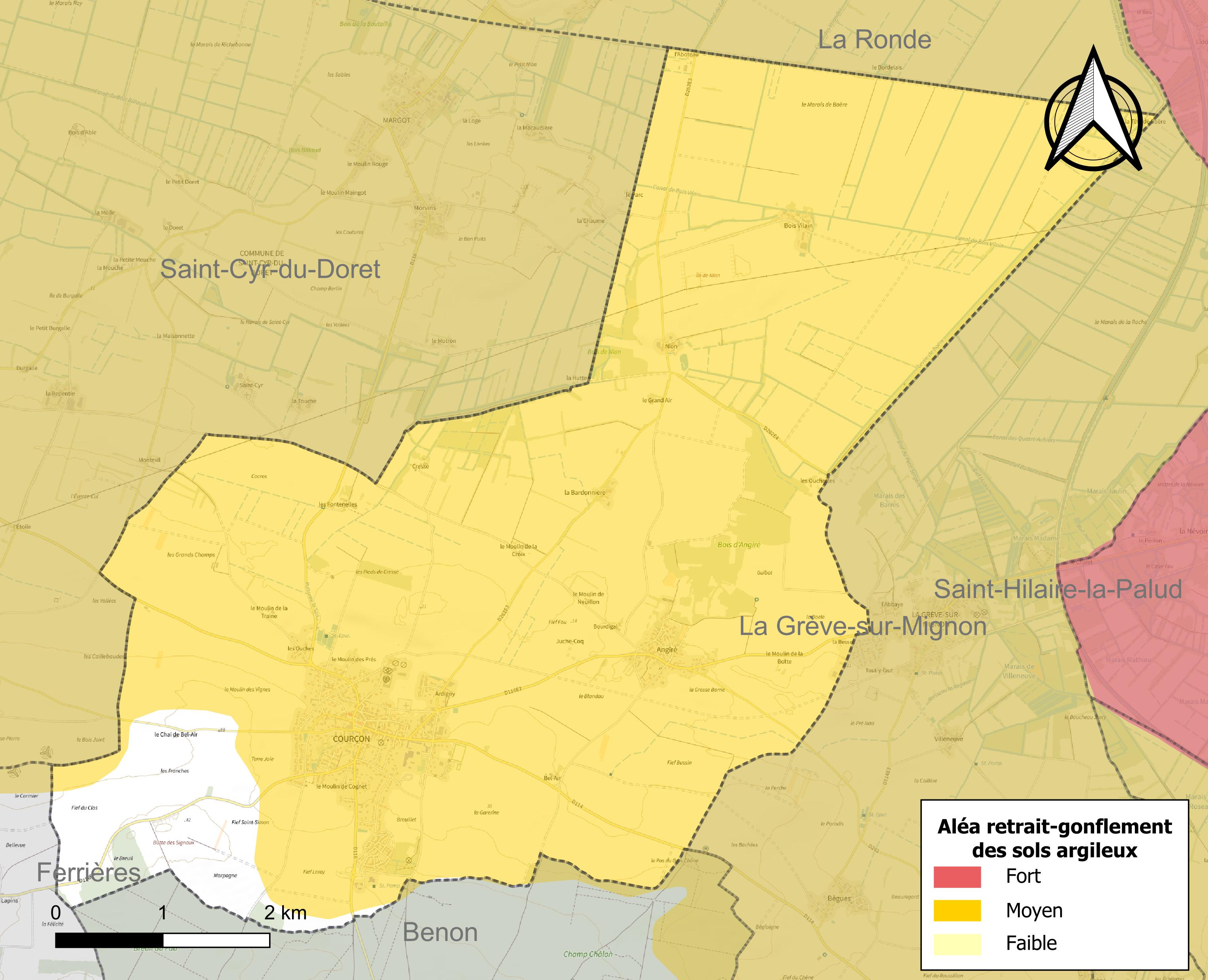
Carte des zones d'aléa retrait-gonflement des sols argileux de Courçon.

Les mouvements de terrains susceptibles de se produire sur la commune sont des tassements différentiels.
Le retrait-gonflement des sols argileux est susceptible d'engendrer des dommages importants aux bâtiments en cas d’alternance de périodes de sécheresse et de pluie. 92,8 % de la superficie communale est en aléa moyen ou fort (54,2 % au niveau départemental et 48,5 % au niveau national). Sur les 783 bâtiments dénombrés sur la commune en 2019, 782 sont en aléa moyen ou fort, soit 100 %, à comparer aux 57 % au niveau départemental et 54 % au niveau national. Une cartographie de l'exposition du territoire national au retrait gonflement des sols argileux est disponible sur le site du BRGM,.
Par ailleurs, afin de mieux appréhender le risque d’affaissement de terrain, l'inventaire national des cavités souterraines permet de localiser celles situées sur la commune.
Concernant les mouvements de terrains, la commune a été reconnue en état de catastrophe naturelle au titre des dommages causés par la sécheresse en 1989, 1991, 2003, 2005 et 2017 et par des mouvements de terrain en 1999 et 2010.

#### Risques technologiques
Le risque de transport de matières dangereuses sur la commune est lié à sa traversée par une ou des infrastructures routières ou ferroviaires importantes ou la présence d'une canalisation de transport d'hydrocarbures. Un accident se produisant sur de telles infrastructures est susceptible d’avoir des effets graves sur les biens, les personnes ou l'environnement, selon la nature du matériau transporté. Des dispositions d’urbanisme peuvent être préconisées en conséquence.

## Toponymie
Selon une légende locale, le village tire son nom du petit ruisseau du Son (ou Çon). La phrase : « le village où 'court le son' » donnera le nom « Courçon » au village[réf. souhaitée]. Cette hypothèse est cependant peu probable car elle joue sur le nom tel qu'il s'écrit actuellement sans tenir compte de l'évolution du nom du lieu à travers les siècles.
D'après le toponymiste Ernest Nègre, l'origine du nom de Courçon est plutôt à rechercher dans l'occupation dense de la bordure des marais dès l'époque gallo-romaine : "Courçon: nom de personne romaine, Curtius+ onem".
Dès le 10e siècle, il est possible de retrouver des traces écrites de Courçon, mais sous le vocable d'Arsonia' ou Arsonio. Par exemple dans la notice des dons que Guillaume IV d'Aquitaine fit à l'abbaye de Saint-Jean-d' Angély, nous pouvons lire: "eclesia Sanctae Mariae, quae vocatur Arsonia".
De 1200 à 1300, environ, le nom de Courçon se retrouve écrit avec les prononciations et orthographes suivantes : Corsaum, Corceon, Corçaon (Corçaonium), Courson (dans un acte de donation de 1297).
À partir de 1300, environ, Courçon est écrit soit Corso, soit Courson.

## Histoire
Une occupation (au sens archéologique du terme) néolithique entre le Ve et le IVe millénaire av. J.-C est attestée par la présence de deux nécropoles (les tumuli de Champ Châlon) en bordure des communes de Benon et Courçon (sur le territoire de Benon cependant).

## Politique et administration

### Rattachements administratifs et électoraux
Courçon appartient à l'arrondissement de la Rochelle et au canton de Marans depuis le redécoupage cantonal de 2014 . Avant cette date, elle était le chef-lieu du canton de Courçon.
Depuis le découpage électoral de novembre 1986 (loi Pasqua), Courçon et son canton appartiennent à la deuxième circonscription de la Charente-Maritime, également dénommée circonscription de Rochefort-Pays d'Aunis.
Depuis le 8 juillet 2024, le député est Benoît Biteau (LÉ-NFP), qui succède à Anne-Laure Babault (MoDem).
Depuis le 1er janvier 2014, date de création, la commune est membre de la communauté de communes Aunis Atlantique. Cette intercommunalité est issue de la fusion des communautés de communes du Pays Marandais et du canton de Courçon dont la commune était membre et en était le siège.

### Liste des maires
| Période                                  | Période    | Identité             | Étiquette | Qualité                                                                   |
| ---------------------------------------- | ---------- | -------------------- | --------- | ------------------------------------------------------------------------- |
| Les données manquantes sont à compléter. |            |                      |           |                                                                           |
| 1808                                     | 1813       | Louis Bourget        |           |                                                                           |
| 1813                                     | 1830       | Paul Julliot         |           |                                                                           |
| 1830                                     | 1843       | Pierre Texier        |           | Notaire royal                                                             |
| 1843                                     | 1852       | Pierre Bourget       |           |                                                                           |
| 1852                                     | 1864       | M. Charier           |           | Notaire                                                                   |
| 1864                                     | 1865       | Pierre Chauvin       |           | Fait fonction de maire                                                    |
| 1865                                     | 1870       | Pierre Poullet       |           |                                                                           |
| 1870                                     | 1871       | Théophile Senne      |           | Président de la commission administrative                                 |
| 1871                                     | 1881       | M. Charier           |           | Notaire                                                                   |
| 1881                                     | après 1907 | Julien Louis Bonneau | RG        | Médecin, propriétaire fermier Conseiller général de Courçon (1891 → 1925) |
| 1925                                     | 1928       | Charles Sauquet      |           |                                                                           |
| 1928                                     | 1932       | Maximilien Boucard   |           |                                                                           |
| 1932                                     | 1935       | Jules Michaud        |           |                                                                           |
| 1935                                     | 1937       | Georges Ropers       |           | Médecin                                                                   |
| 1937                                     | 1938       | Léon Cathelineau     |           | Notaire                                                                   |
| 1938                                     |            | Louis Bonneau        |           |                                                                           |
| Les données manquantes sont à compléter. |            |                      |           |                                                                           |
| 1944                                     | mars 1959  | Eugène Conan         | Rad.      | Avocat Conseiller général de Courçon (1945 → 1976)                        |
| mars 1959                                | mars 1965  | Yves Jonquières      |           | Médecin                                                                   |
| mars 1965                                | mars 1971  | Michel Agard         |           | Pharmacien                                                                |
| mars 1971                                | mars 1989  | Claude Margerie      | DVD       | Vétérinaire Conseiller général de Courçon (1976 → 1994)                   |
| mars 1989                                | avril 2014 | Bernard Drappeau     | DVD       | Médecin Conseiller général de Courçon (1994 → 2008)                       |
| avril 2014                               | En cours   | Nadia Boireau        | DVD       | Assistante de direction 4e vice-présidente de la CC Aunis Atlantique      |

## Population et société

### Démographie
L'évolution du nombre d'habitants est connue à travers les recensements de la population effectués dans la commune depuis 1793. Pour les communes de moins de 10 000 habitants, une enquête de recensement portant sur toute la population est réalisée tous les cinq ans, les populations de référence des années intermédiaires étant quant à elles estimées par interpolation ou extrapolation. Pour la commune, le premier recensement exhaustif entrant dans le cadre du nouveau dispositif a été réalisé en 2006.

En 2022, la commune comptait 2 081 habitants, en évolution de +18,44 % par rapport à 2016 (Charente-Maritime : +4,04 %, France hors Mayotte : +2,11 %).
| 1793 | 1800 | 1806 | 1821 | 1831  | 1836  | 1841  | 1846  | 1851  |
| ---- | ---- | ---- | ---- | ----- | ----- | ----- | ----- | ----- |
| 736  | 799  | 703  | 955  | 1 049 | 1 079 | 1 084 | 1 171 | 1 189 |

| 1856  | 1861  | 1866  | 1872  | 1876  | 1881  | 1886  | 1891  | 1896  |
| ----- | ----- | ----- | ----- | ----- | ----- | ----- | ----- | ----- |
| 1 195 | 1 279 | 1 263 | 1 217 | 1 294 | 1 335 | 1 249 | 1 120 | 1 093 |

| 1901  | 1906  | 1911  | 1921  | 1926  | 1931 | 1936 | 1946 | 1954 |
| ----- | ----- | ----- | ----- | ----- | ---- | ---- | ---- | ---- |
| 1 096 | 1 043 | 1 138 | 1 035 | 1 016 | 992  | 923  | 902  | 856  |

| 1962 | 1968 | 1975 | 1982 | 1990 | 1999  | 2006  | 2011  | 2016  |
| ---- | ---- | ---- | ---- | ---- | ----- | ----- | ----- | ----- |
| 947  | 946  | 956  | 991  | 990  | 1 097 | 1 456 | 1 681 | 1 757 |

| 2021  | 2022  | - | - | - | - | - | - | - |
| ----- | ----- | - | - | - | - | - | - | - |
| 1 980 | 2 081 | - | - | - | - | - | - | - |

### Sports et loisirs

#### Équipements sportifs
Courçon présente divers équipements sportifs, tels qu'une piscine municipale, un stade, ou encore des terrains de tennis et de pétanque. Les habitants de la commune ont également accès à des gymnases intercommunaux, partagés avec les villages alentour.

#### Associations sportives
Dix associations sportives sont basées à Courçon. Celles-ci proposent des sports de combat, tels que le self défense, la boxe, ou le taekwondo, des sports de balle, comme le handball et le football, mais aussi de la natation, du badminton, de la course à pied, du patinage artistique sur roulettes et des sports aériens.

#### Autres associations de loisirs
D'autres associations proposent des activités culturelles, comme la chasse, la danse, la dentelle au fuseau, ou encore le poker.

### Vie associative
Les associations courçonnaises - hors associations sportives et de loisir - proposent l'organisation et la promulgation d'évènements culturels, gèrent l'accueil périscolaire des enfants, et soutiennent l'agriculture locale. Il existe également des associations de solidarité, comme l'APE Main dans la Main, l'Amicale des Sapeurs Pompiers, et La Briqueterie.

## Lieux et monuments

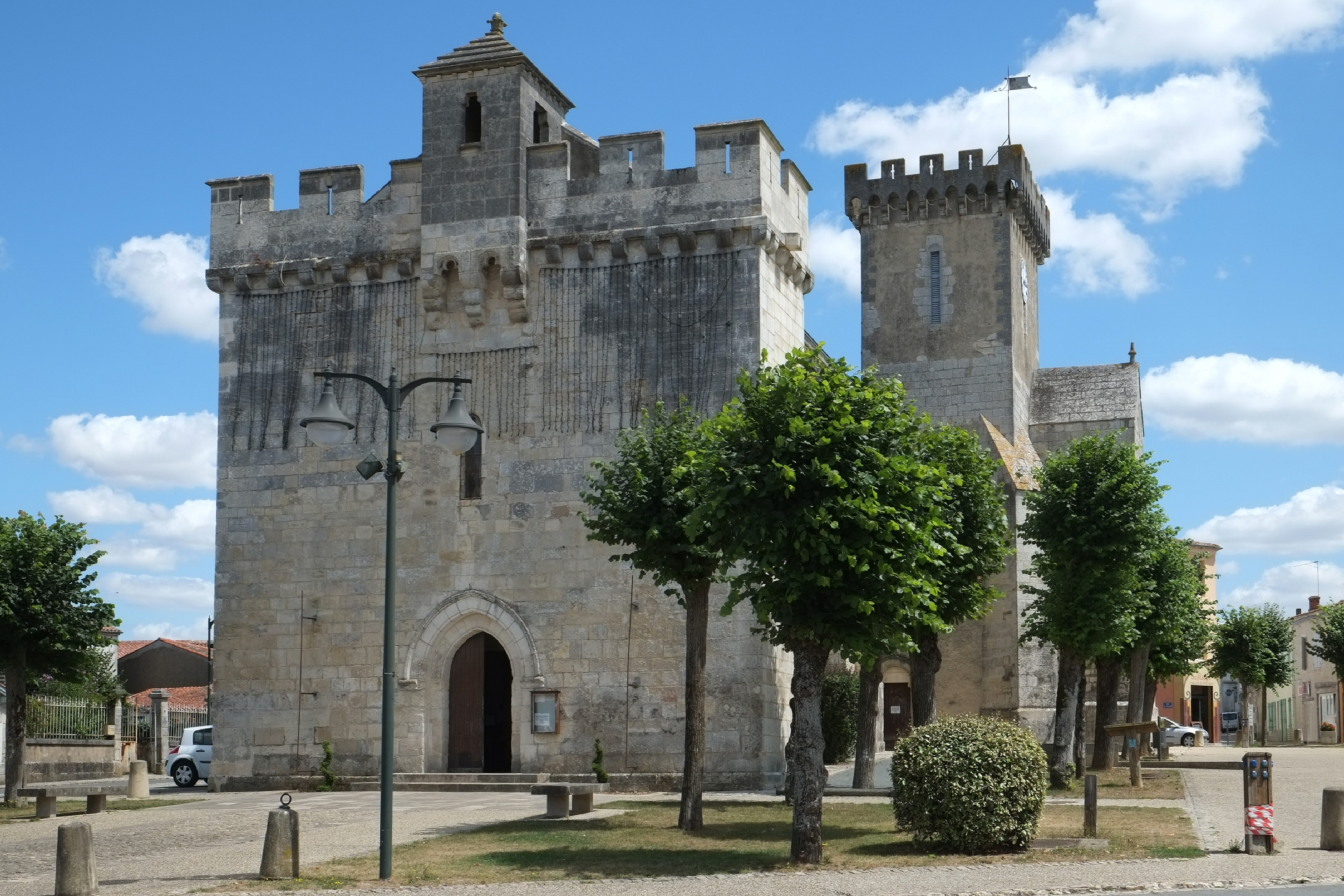
Église Notre-Dame de Courçon.

### L'église Notre-Dame
L'église Notre-Dame, a vraiment l'apparence d'une église fortifiée, mais en fait, les créneaux et autres mâchicoulis ne sont que des ornements ajoutés au début du XXe siècle. L'église actuelle construite à la fin du XIe siècle est essentiellement de style roman. Pendant la guerre de Cent Ans, l'église joua un rôle militaire, ce qui entraîna la création d'une salle haute sur la nef. Les murs furent rehaussés et l'épaisseur de la façade nettement augmentée. La grande nef terminée au XIIe siècle est romane. les deux chapelles latérales datent du XVe siècle. Les voûtes à l'entrée de la nef sont de style roman alors que celles au niveau du chœur sont de style gothique. Une des richesses de l'église est une copie de la Sainte Famille de Raphaël. Cette toile du XVIe siècle est attribuée à Jules, dit Le Romain (1499-1546).

## Équipements et services

### Enseignement

#### Le groupe scolaire
Courçon dispose d'un groupe scolaire situé rue du Stade rassemblant une école maternelle publique et une école élémentaire publique.

#### Le collège
Le collège Jean-Monnet a reçu 717 élèves issus de l'ensemble du canton de Courçon à la rentrée scolaire 2010 qui sont encadrés par 38 professeurs.

### Services de la santé
Courçon dispose d'un certain nombre de services dans le secteur médical, paramédical et médico-social qui en font un chef-lieu de canton assez bien équipé dans ce domaine en Charente-Maritime.
- Les services médicaux

Courçon dispose d'un cabinet médical rassemblant trois médecins généralistes.
Courçon ne dispose d'aucuns médecins spécialistes, les habitants vont habituellement consulter ceux installés à Surgères et principalement à La Rochelle.
De même, Courçon n'est pas équipée d'un centre de radiologie médicale ou IRM, le chef-lieu de canton dépend de Surgères et de La Rochelle pour ce type de prestation.
Les centres hospitaliers les plus proches sont ceux de Niort et La Rochelle, situé à une trentaine de kilomètres à l'Est et l'Ouest, offrant une palette extrêmement étendue de soins.
- Les services paramédicaux

Dans ce domaine, Courçon dispose de trois centres de soins infirmiers, de deux cabinets de kinésithérapie, d'un cabinet de pédicure-podologue ainsi que d'un orthophoniste. Le bourg ne dispose pas d'un laboratoire d'analyses médicales, le plus proche étant situé à Surgères.
À cela s'ajoute une pharmacie.
La prestation de service d’ambulanciers est assurée par une société agréée de taxi-ambulance privée située à Courçon. l'autre service ambulancier le plus proche est située dans la commune voisine de Saint-Jean-de-Liversay. Son rayon d'intervention s'étend sur toute la communauté de communes Aunis Atlantique.
Courçon est équipée d'un centre de secours de première intervention où les pompiers sont habilités à intervenir dans les situations d'urgence. Ce centre, qui relève du SDIS de la Charente-Maritime, dépend plus précisément du Centre de secours principal de La Rochelle.
Une clinique vétérinaire est en activité et exerce ses services sur l'ensemble du canton de Courçon.
- Les services médico-sociaux

Une résidence privée pour l'accueil de personnes retraitées est implantée dans le bourg de Courçon. La MDR Beauséjour dispose de 29 lits, permettant l'accueil de personnes valides et semi-valides et une unité spécifique pour les personnes atteintes de maladies dégénératives telles que la maladie d'Alzheimer. La maison de retraite a également le statut d'établissement d'hébergements pour personnes âgées dépendantes (EHPAD).

### Culture & loisirs
Le studio 8 (4 rue du Bussin) propose des cours de danse modern jazz, contemporaine,et de danse classique pour enfants et adultes.
Le studio 8 offre aussi la possibilité de participer à des cours de yoga, de barre au sol, et de Jay dance

## Personnalités liées à la commune
- Le baron Charles Gustave Martin de Chassiron (conseiller d'État) a passé son enfance près de Courçon.